# Opel Signum

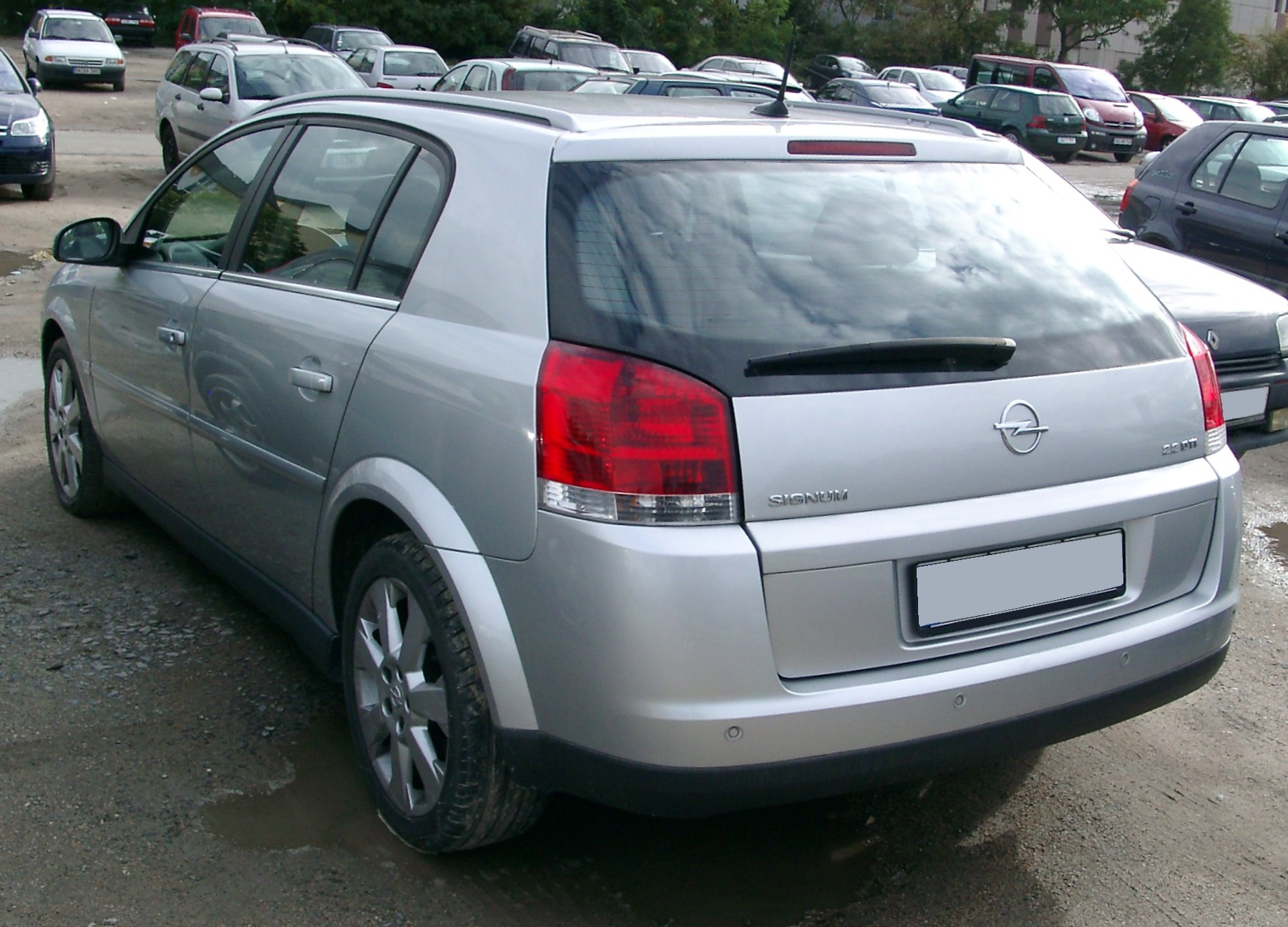
Opel Signum.

Opel Signum är en bilmodell som tillverkades 2003-2008. Bilen baserades på Opel Vectra.
Signum är en lyxversion av Vectra. Modellen har en, för biltypen, okonventionell karossform (halvkombi) med en nästan lodrätt bagagelucka; ett koncept som den delar med Renault Vel Satis.
2006 kom en uppfräschning av den gamla modellen från 2003. Signum sålde mycket dåligt i Sverige så det enda sättet att få tag i den var att specialbeställa via Opel Sverige. I England såldes den under namnet Vauxhall Signum med en annan front men i övrigt identisk.
Signum byggdes på samma plattform som kombimodellen av Vectra, som har 13 cm längre hjulbas än sedan och halvkombi. Det gav den ett bättre benutrymme i baksätet. I stället för ett traditionellt baksäte med tre platser hade Signum två separata stolar bak. De kunde precis som framstolarna flyttas i längsled och hade justerbara ryggstöd. Utrymmet mellan stolarna hade ett nedfällbart armstöd, men kunde också tjäna som en femte sittplats i bilen (säkerhetsbälte och nackstöd fanns för mittenplatsen). 
En stor del av karossen (t.ex. hela den främre delen) och mycket av inredningen (särskilt instrumentbräda och framstolar) hämtades direkt från Vectra. Bakpartiet är däremot helt unikt för Signum. 
Sommaren 2008 lades tillverkningen av modellen ner. Modellerna Signum och Vectra slogs då ihop i en ny modell som heter Opel Insignia.